# 滇南角蕨
滇南角蕨（学名：Cornopteris pseudofluvialis）为蹄盖蕨科角蕨属下的一个种。

## 扩展阅读
- 維基物種上的相關：滇南角蕨